# 埃茲詹·阿利奧斯基
埃茲詹·阿利奧斯基（1992年2月12日—），是一名北馬其頓足球運動員，司職中場。現效力於瑞士超級足球聯賽球會盧加諾，北馬其頓國家足球隊成員。
阿利奧斯基因其高速的速度和充沛的體力而被里茲聯的球迷戲稱為“金霸王兔子”。

## 球會生涯

### 盧加諾
阿利奧斯基於2016年1月租借加盟盧加諾， 並於2月13日對陣圖恩的比賽中首次亮相，比賽以2-1落敗。儘管簽下他是作為左後衛，但當時的盧加諾主教練茲德涅克·澤曼在2015-16賽季末將阿利奧斯基改造成了一名攻擊型右邊鋒和前鋒。他在2016年5月11日以4-0擊敗蘇黎世的比賽中攻入了他在俱樂部的首粒進球。
2016年6月，他的轉會正式生效。賽季開始後，新任總教練安德烈亞·曼佐繼續讓阿利奧斯基出任進攻組球員。 2016年7月30日，他在第二場比賽中打進賽季首球，幫助球隊以2-1擊敗伯爾尼年輕人。他在俱樂部的前十場比賽中共打進七球。 2017年4月9日，阿里奧斯基在盧加諾4-2戰勝錫永的比賽中上演帽子戲法。
他在第一個賽季繼續給人留下深刻的印象，並幫助盧加諾隊獲得了瑞士足球超级联赛的第三名。他為盧加諾隊出賽34場，攻入 16 球，是2016-17 賽季聯賽第三射手，僅次於塞杜·杜姆比亞(20 球) 和紀堯姆·瓦勞(18 球)。他在34場比賽中貢獻 14 次助攻，也是該級別聯賽第三高的助攻者，僅次於約里克·拉維(17 球) 和馬泰奧·托塞蒂(15 球)。

### 里茲聯
阿里奧斯基於2017年7月13日加盟英格蘭俱樂部里茲聯。同年8月6日，他在對陣博爾頓漫游者的比賽中首次亮相，並為隊友克里斯·伍德的進球創造了助攻。
經過16年的等待，阿利奧斯基成為了里茲聯在2019-2020賽季重返英超的重要組成部分，儘管有兩個賽季在英國的三級聯賽中踢球。作為一名徹頭徹尾的里茲聯球員，他的踢球風格被拿來和比利·布藍拿相比，就像他在球場上的獻身精神和侵略性一樣。
2020年12月16日，阿利奧斯基在主場5-2擊敗紐卡索聯的比賽中踢進了自己的第一個英超進球。

### 吉達艾阿里
2021年7月29日，阿利奧斯基自由轉會至沙特职业足球联赛俱樂部吉達艾阿里。

### 費內巴切
2022年8月2日，阿利奧斯基與土耳其足球超級聯賽俱樂部費倫巴治簽訂了為期一年的租借合約。

### 重返盧加諾
2025年6月，阿利奧斯基重返盧加諾，並與球隊簽訂了為期兩年的合約。
盧加諾表示：“此次行動完全符合公司在轉會市場上概述的戰略：通過經驗豐富的球員來加強球隊陣容，這不僅能夠提高球隊的技術水平，還可以作為年輕隊友的參考點，鼓勵他們在球場上和更衣室裡成長和發展。”

## 國家隊生涯
由於他的阿爾巴尼亞血統，他有資格代表北馬其頓和阿爾巴尼亞，阿利奧斯基決定代表其出生國北馬其頓。在代表各個年齡段的北馬其頓青年隊出場之後，阿利奧斯基於2013年10月11日的2014年世界盃外圍賽對陣威爾斯的比賽中首次代表北馬其頓國家足球隊出場。
2016年9月5日，阿利奧斯基在2018年國際足總世界盃外圍賽對上阿爾巴尼亞的比賽中取得了自己的第一個國際進球。

他主要在邊後衛位置為國家隊效力，之後被轉換為攻擊中場位置。
2021年6月17日，在2020年歐洲國家盃分組賽1-2輸給烏克蘭的比賽中，阿利奧斯基射入北馬其頓的歐洲國家盃歷史第二球。11月14日，阿利奧斯基踢進一球，幫助球隊以3-1戰勝冰島，並讓球隊獲得J組亞軍和進入2022年世界杯歐洲區附加賽。

## 榮譽

### 球會
里茲聯
- 英格蘭足球冠軍聯賽冠軍：2019–20賽季[19]

 費倫巴治
- 土耳其盃冠軍：2022–23賽季[20]

 阿爾阿里
- 亞足聯冠軍精英聯賽冠軍：2024–25賽季[21]

### 個人
- 英格蘭足球冠軍聯賽當月最佳進球獎：2017年8月
- 里茲聯年度最佳進球獎：2017–18賽季